# Três Irmãos (joia)

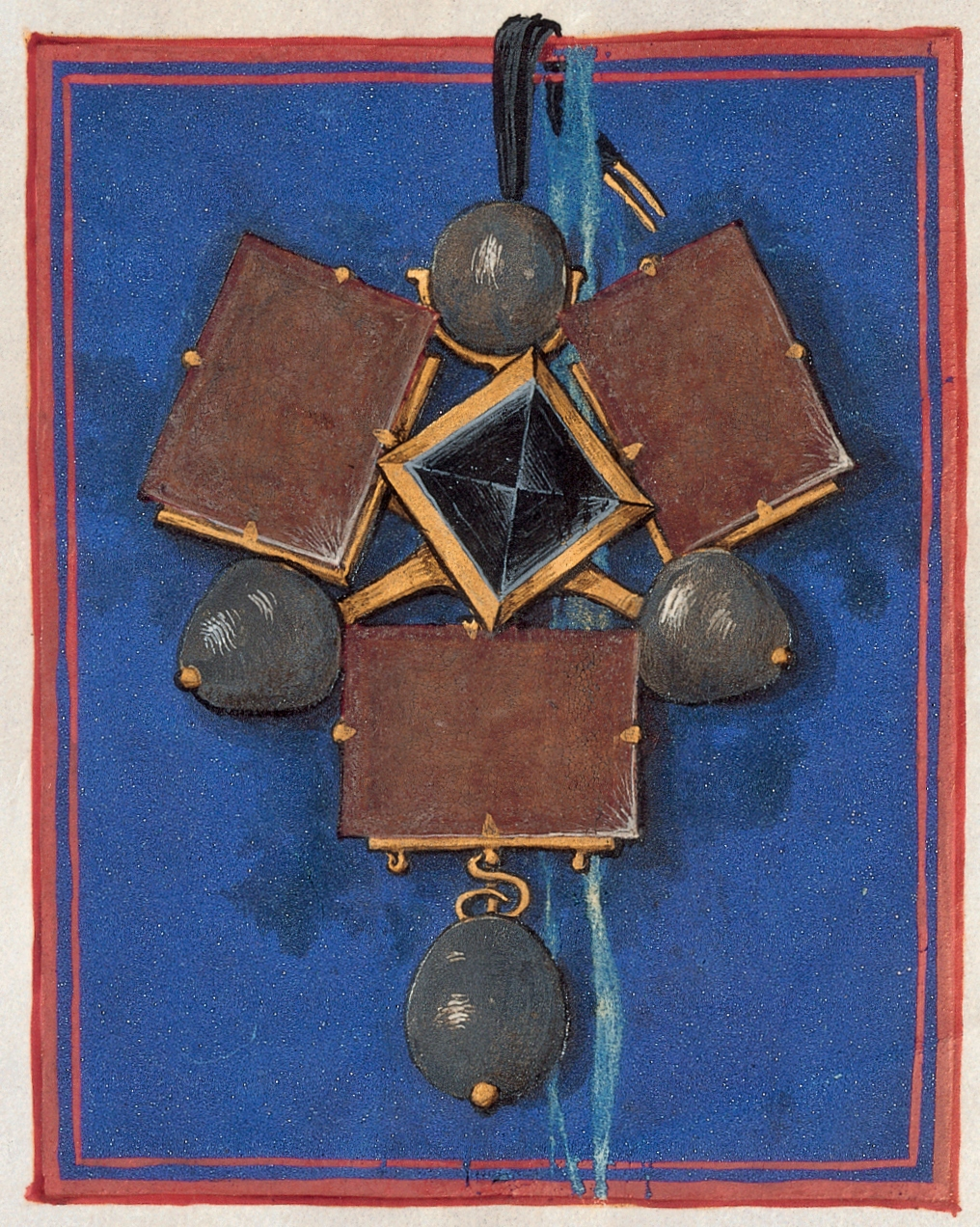
Pintura em miniatura dos Três Irmãos, encomendada pela cidade de Basel, c. 1500

Os Três Irmãos (também conhecidos como Three Brethren; inglês: Three Brothers; alemão: Drei Brüder; francês: Les Trois Frères) foi uma peça de joalheria criada no final do século XIV, que consistia em três espinélios vermelhos retangulares dispostos em torno de um diamante central. A joia é conhecida por pertencer a várias figuras históricas importantes. Após sua encomenda por João, Duque de Borgonha, a joia fez parte das joias da coroa da Borgonha por quase 100 anos, antes de passar para a posse do banqueiro alemão Jakob Fugger.
Os Irmãos acabaram sendo vendidos para Eduardo VI e se tornaram parte das Joias da Coroa da Inglaterra de 1551 a 1643. Eles foram usados com destaque pela Rainha Isabel I e pelos rei Jaime VI e I. No início da década de 1640, Henrietta Maria, esposa de Carlos I, tentou vender a joia para arrecadar fundos para a Guerra Civil Inglesa, mas não está claro se ela conseguiu. Seu paradeiro depois de 1645 permanece desconhecido.

## Descrição
Os Três Irmãos permaneceram essencialmente inalterados por mais de 250 anos. Sabe-se que a joia foi redefinida pelo menos uma vez em 1623, mas uma variedade de descrições indica que sua forma e composição originais foram mantidas durante toda a sua vida útil. Originalmente feito como um fecho de ombro ou pingente, consistia em três espinélios vermelhos retangulares (então conhecidos como balas rubis) de 70 quilates cada em um arranjo triangular, separados por três pérolas brancas redondas de 10–12 quilates cada, com outras 18–20 quilates. pérola de quilates suspensa do espinélio mais baixo. O meio do pingente era um diamante azul profundo pesando cerca de 30 quilates, em forma de pirâmide, octaedro ou trisoctaedro regular. Como há poucas evidências de lapidação de diamante antes de 1400, é provável que o joalheiro tenha apenas esquadrado (descrito como "quarré" na fatura original) sua forma natural. Em sua forma original, a joia tinha um tamanho de 8,7 por 6,9 cm (3,4 por 2,7 pol.).
Quando os Irmãos fizeram sua primeira aparição em um inventário - o do Duque Filipe, o Bom da Borgonha em 1419 - a joia foi descrita como:

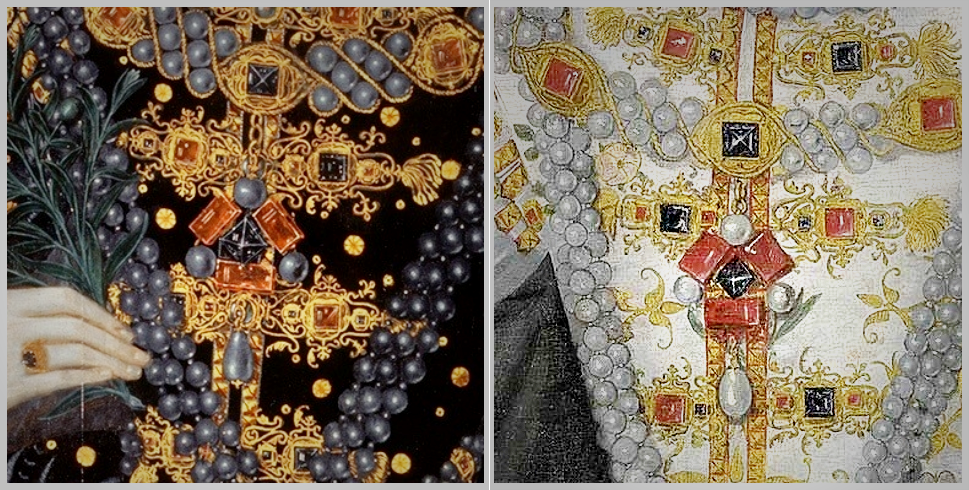
Detalhe dos Três Irmãos de dois retratos de Isabel I (imagens completas mostradas abaixo)

Uma fivela muito fina e rica, adornada no meio com um diamante pontiagudo muito grande, e ao redor dela estão três finas pedras quadradas chamadas de três irmãos, e três pérolas finas de tamanho considerável entre elas. Sob esta fivela está pendurada uma grande pérola fina em forma de pêra.
Em 1587, os Três Irmãos foram listados entre as joias entregues à cortesã elisabetana Mary Radcliffe e descritos como:
Uma bela Flor de Goulde com três grandes Ballasses no meio, um grande Diamante pontiagudo e três grandes Pérolas fixas com um belo Pingente de Pérola, chamado de Irmãos.

## História
A joia foi encomendada pelo duque João, o Destemido, da Borgonha, no final da década de 1380, e era um dos tesouros mais preciosos da Casa da Borgonha. Foi criado pelo ourives parisiense Herman Ruissel em 1389; a venda da joia é registrada por meio de nota de 11 de outubro e recibo de 24 de novembro, ambos arquivados no Arquivo Departamental da Côte-d'Or, em Dijon. Depois de recebê-la na década de 1390, o duque John penhorou a joia em 1412, mas a resgatou em algum momento antes de 1419. Quando o duque, que era uma figura importante na Guerra Civil Armagnac-Borgonha pelo trono francês, foi assassinado durante uma negociação com o delfim francês (o futuro rei Carlos VII) em 1419, os irmãos foram passados para seu filho Filipe, o Bom.

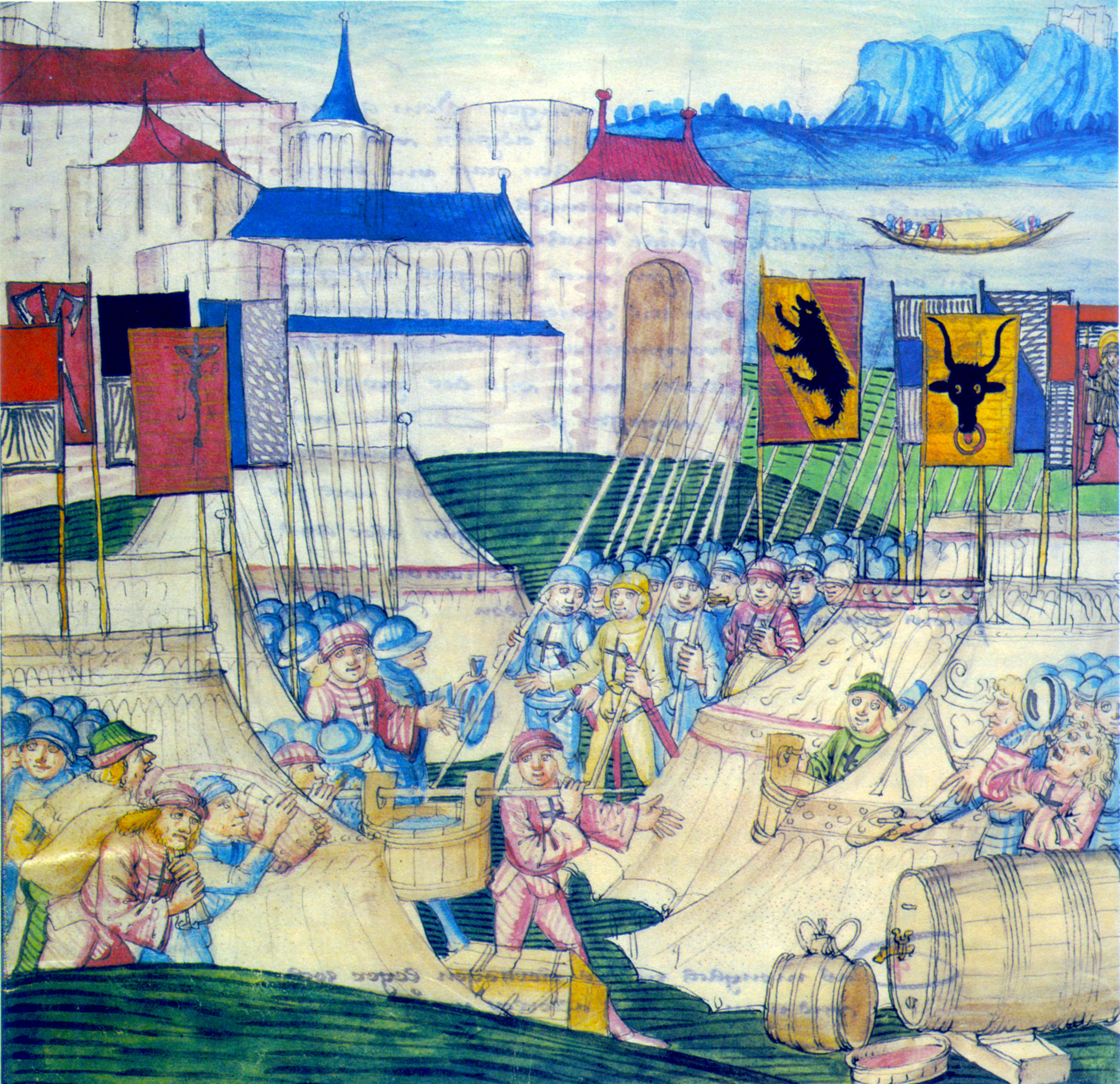
Saque do acampamento da Borgonha após a Batalha de Neto, por Diebold Schilling, o Velho (1483)

A joia permaneceu na Borgonha durante o reinado de Filipe e, com sua morte em 1467, foi herdada por seu filho Carlos, o Ousado. Carlos comandou um dos exércitos mais poderosos de seu tempo e viajou para as batalhas com uma série de artefatos inestimáveis como talismãs, incluindo tapetes pertencentes a Alexandre, o Grande, os ossos de santos, o diamante Sancy e os Três Irmãos. Em seu conflito com a Antiga Confederação Suíça durante as Guerras da Borgonha, Carlos sofreu uma derrota catastrófica em março de 1476, quando foi atacado fora da vila de Concise na Batalha de Neto. Forçado a fugir às pressas, Carlos deixou para trás sua artilharia e um imenso butim, incluindo seu banho de prata, o selo ducal e os Irmãos, todos saqueados de sua tenda pelo exército confederado. O pingente foi vendido aos magistrados da cidade de Basel, que tiveram a peça avaliada por um especialista veneziano. A cidade também encomendou uma pintura em aquarela em miniatura em uma escala de 1:1 para ajudar em uma eventual venda, que fornece o registro visual mais antigo dos Irmãos (em 2022 no Museu Histórico da Basileia). A joia desapareceu de vista nos anos seguintes, pois os magistrados temiam que a Casa dos Habsburgos, herdeiros do Ducado da Borgonha, reclamasse bens que consideravam roubados de Carlos. A joia foi finalmente colocada no mercado em 1502, com dois magistrados atuando como espantalhos para a cidade para garantir uma negação plausível.

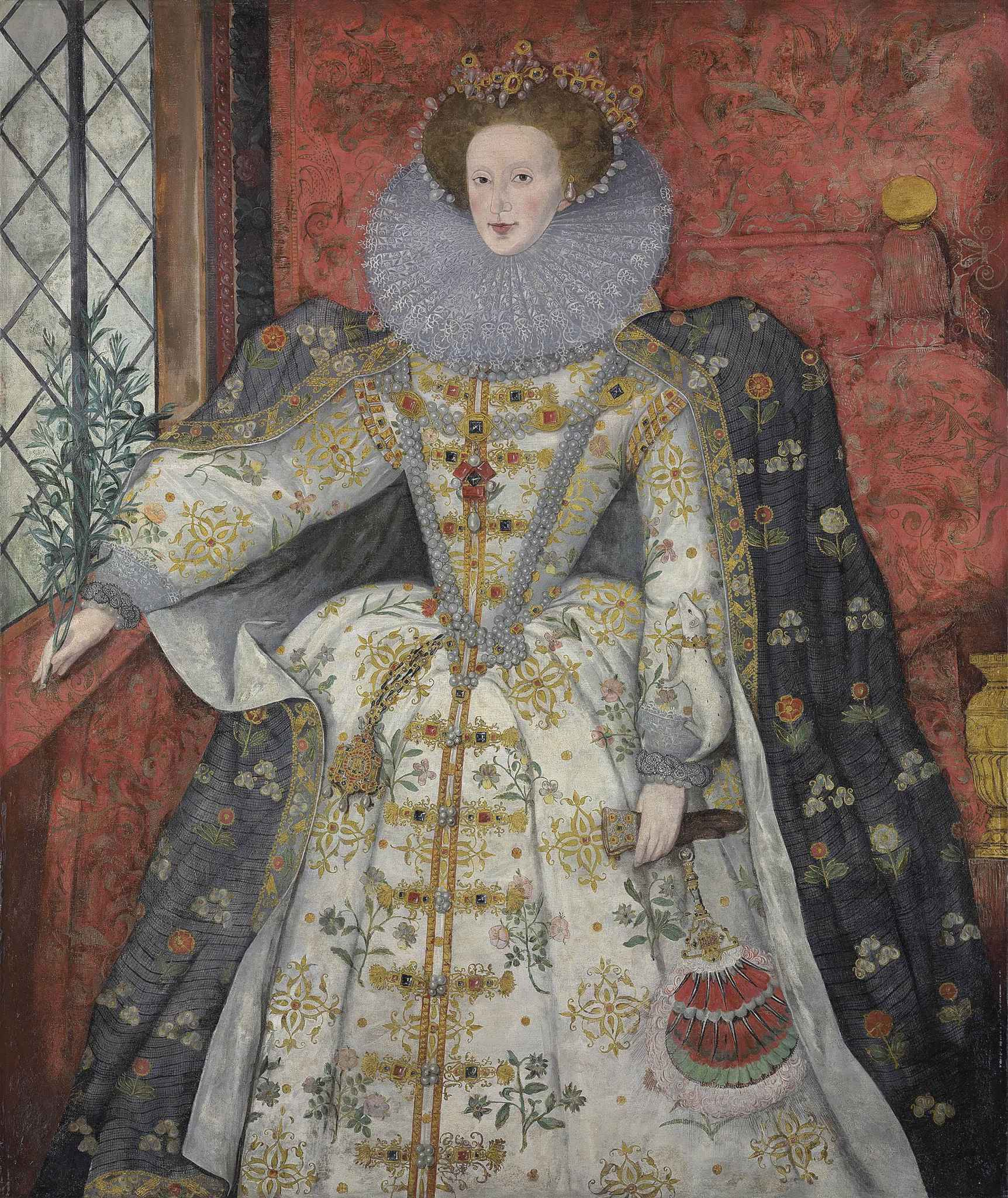
Os irmãos na pintura Isabel I da Inglaterra segurando um ramo de oliveira, c. 1587

Em 1504, Basel conseguiu vender os Três Irmãos ao banqueiro de Augsburg, Jakob Fugger, após um ano de negociações. Comerciante por profissão, Fugger se tornou um dos indivíduos mais ricos da história negociando com tecidos e metais e concedendo empréstimos à dinastia dos Habsburgos. A venda da Basiléia incluiu os Irmãos e três outras joias do tesouro de Carlos - o Federlin (pequena pena), o Gürtelin (pequena liga) e a Rosa Branca - por um preço total de 40.200 florins, o que na época foi suficiente para pagar 3.300 trabalhadores comuns por um ano. Embora isso constituísse uma despesa significativa, Fugger fez muitas dessas transações ao longo dos anos, e o preço empalidece em comparação com seus ativos totais, que chegaram a mais de 2 milhões de florins quando ele morreu em 1525. Para Fugger, joias e pedras preciosas eram um valor altamente reserva de capital fungível e um investimento a ser vendido ao cliente certo com lucro. Na verdade, Fugger já tinha o Imperador Maximiliano I em mente como comprador quando comprou os Irmãos, mas o Imperador recusou o exorbitante preço pedido por Fugger e comprou tudo em oferta, mas não o pingente.
A joia ficou com os Fuggers por várias décadas. Quando Johann Jakob Fugger encomendou uma história da Casa de Habsburgo em 1555, os Três Irmãos ainda eram descritos como um "tesouro conhecido por toda a cristandade" que os Fuggers possuíam. No entanto, o sobrinho de Jakob Fugger, Anton Fugger, que agora dirigia os negócios da família, decidiu liquidar parte dos bens da família na década de 1540. Ele primeiro ofereceu sem sucesso os irmãos ao rei Fernando I e ao imperador Carlos V, enquanto uma oferta do sultão otomano Suleiman, o Magnífico, foi recusada porque Anton não queria que a joia caísse em mãos não cristãs.
Quando os reis cristãos continentais não puderam ser convencidos a comprar a joia, os Fugger recorreram ao rei Henrique VIII, a quem foi conferido o título de "Defensor da Fé" em 1521. Como monarca renascentista, esperava-se que Henrique vivesse em grandeza e o rei consequentemente tinha uma paixão por joias: entre 1529 e 1532, Henrique gastou quase £ 11.000 em joias (equivalente a cerca de £ 7 milhões em 2021). Já em 1544, uma carta do escritório dos Fugger em Antuérpia mencionava a partida iminente de um funcionário com joias para serem vendidas a Henrique.  No entanto, as negociações se arrastaram até a morte de Henrique em 1547, e só foram concluídas em maio de 1551 sob seu sucessor, Eduardo VI, de 14 anos. Em seu diário, o rei escreveu que foi forçado a comprar a joia de "Anthony Fulker" (Anton Fugger) pela soma principesca de 100.000 coroas porque a monarquia devia £ 60.000 ao banco dos Fuggers (equivalente a cerca de £ 23 milhões em 2021). ). A transação foi registrada em uma atualização do Inventário de Henrique VIII da Inglaterra, após o que os Irmãos passaram a fazer parte das Joias da Coroa da Inglaterra.

## Como uma joia da Coroa Inglesa

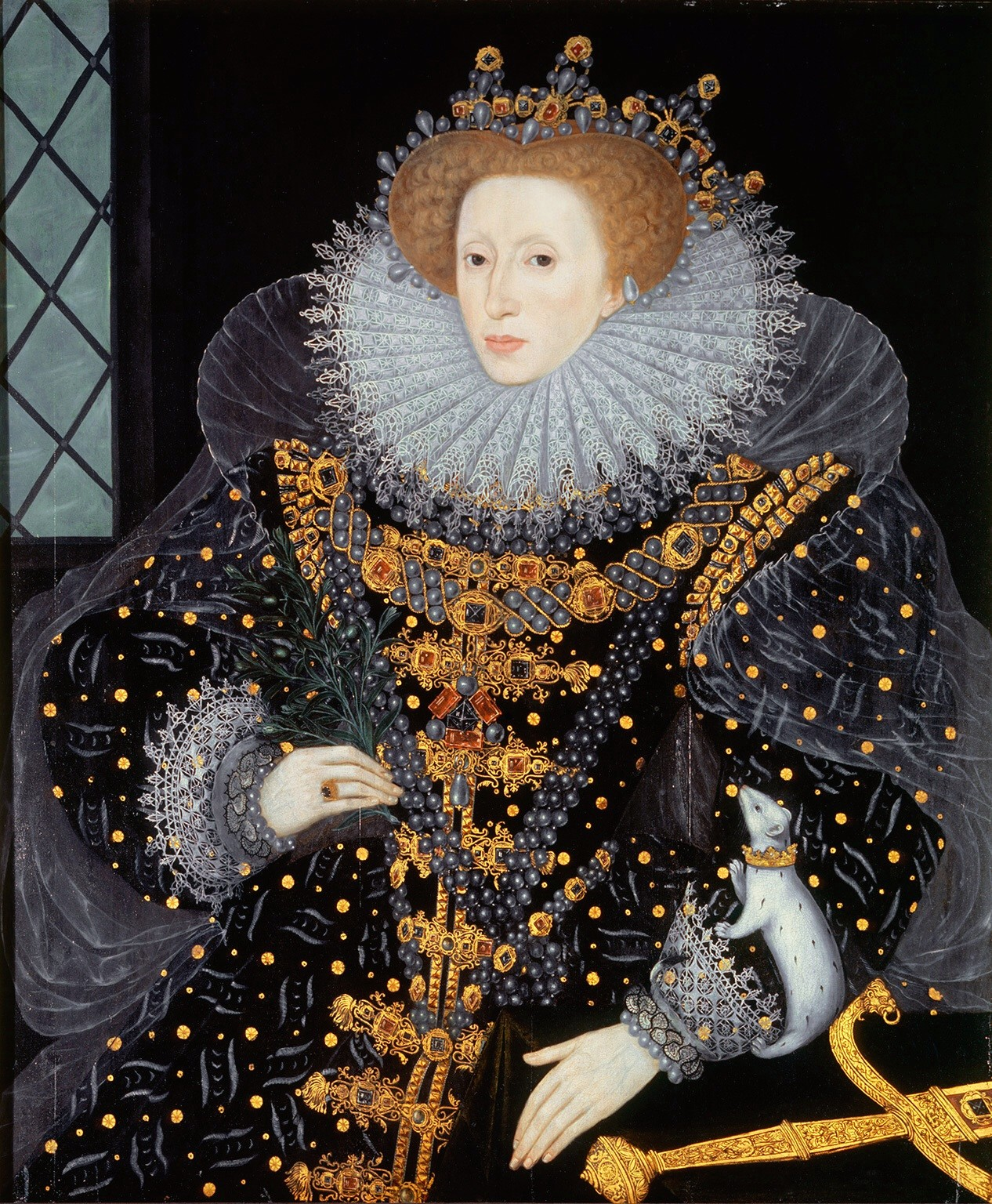
Isabel I usando a joia no Retrato de Arminho, c. 1585

Eduardo deixou o pingente com seu Lord High Treasurer William Paulet para custódia em 7 de junho de 1551, onde permaneceu pelos anos seguintes. Quando Eduardo morreu após um reinado de seis anos, os irmãos foram herdados por sua meia-irmã Maria em sua ascensão como rainha em julho de 1553. A joia é descrita em uma lista de itens entregues a Maria em 20 de setembro de 1553 como "um grande pingente comprado dos Fuggers em Flandres com três grandes ballaces engastados sem falhas, um grande diamante pontiagudo e quatro grandes pérolas, das quais uma está pendurada por baixo", o que indica que tinha visto muito poucas, se alguma, alterações desde João, o Destemido havia encomendado mais de 150 anos antes. Na época da ascensão de Maria, o historiador alemão Peter Lambeck - neto de Johann Jakob Fugger - escreveu sobre sua esperança de que o casamento dela com Filipe II da Espanha traria os Três Irmãos de volta à posse dos Habsburgos e ao continente, mas isso não acontecerá. Após um reinado de apenas cinco anos, Maria morreu em 1558.
A joia reapareceu durante o reinado de sua sucessora, Isabel I. Assim como seu pai Henrique VIII, Isabel sabia quando e como usar exibições ostensivas de riqueza e evidentemente gostou da vistosa peça de joalheria vermelha e branca com o incomum disposição triangular. A rainha o usou como parte de suas joias da coroa em várias ocasiões, e é destaque em pelo menos dois retratos dela. Primeiro, no Retrato de Arminho (c. 1585, hoje em Hatfield House) atribuído a William Segar ou George Gower, no qual os Irmãos aparecem suspensos de um carcanette ou colar maciço cravejado de pérolas, dramaticamente compensado por um vestido preto. E segundo, na menos conhecida Isabel I da Inglaterra segurando um ramo de oliveira (c. 1587) por um pintor desconhecido, originalmente dado ao diplomata navarro François de Civille, onde o pingente ocupa um lugar de destaque como a única peça significativa de joalheria usada contra um vestido branco ricamente decorado. Isabel morreu em 1603, no final de um reinado de 45 anos, quando a joia se tornou tão ligada à sua personalidade que, quando um monumento de mármore para ela foi erguido na Abadia de Westminster em 1606, uma réplica dos Irmãos foi incluída na coleção. sua efígie tumular; o elemento foi totalmente restaurado em 1975.
Com a morte de Isabel, a joia passou para seu sucessor, Jaime I, que governou na Escócia como Jaime VI até sua ascensão. Em 1606, os Três Irmãos foram listados em um inventário das posses do monarca entre aquelas joias "que nunca devem ser alienadas da Coroa". O pingente era o favorito de Jaime, que o transformou em uma joia de chapéu. Um retrato de Jaime produzido por volta de 1605 pelo pintor da corte John de Critz mostra os irmãos em grande detalhe enquanto o rei o usava com uma faixa cravejada de pérolas em um chapéu preto. Ele usava outras joias da coroa de maneira semelhante, como o Espelho da Grã-Bretanha.
No final do reinado de Jaime, a joia foi redefinida, possivelmente pela primeira vez desde sua criação. Em 1623, o filho de Jaime e herdeiro aparente Carlos foi enviado em uma missão incógnita à Espanha para negociar um casamento entre ele e a infanta Maria Anna da Espanha em uma manobra diplomática conhecida como partida espanhola. Joias opulentas deveriam ser trazidas na viagem na tentativa de impressionar Filipe III da Espanha e convencê-lo a dar a mão de sua filha em casamento. O joalheiro George Heriot trabalhou quatro dias e quatro noites para repor as peças de joalheria escolhidas, com um relatório em 17 de março afirmando que ele havia retirado "o grande diamante pontiagudo [...] da joia chamada Irmãos, que ele ordena para ser a pedra mais completa que ele já viu" e que ele avaliou em £ 7.000 por conta própria (equivalente a cerca de £ 1,37 milhão em 2021). Jaime escreveu a Carlos no mesmo dia que ele iria "mandá-lo para você usar os Três Irmãos que você conhece muito bem, mas newlie sette".

## História posterior e perda

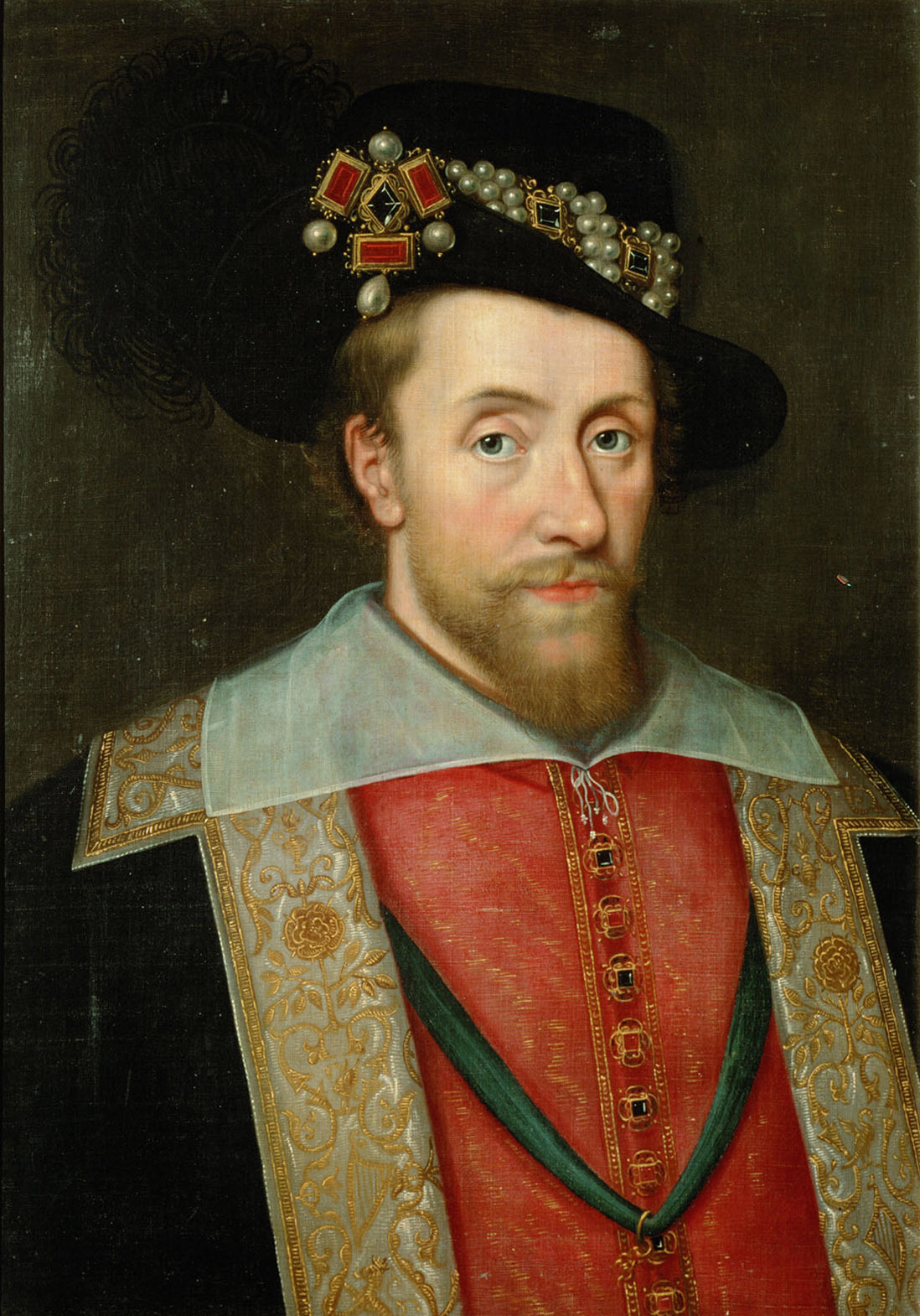
Jaime VI e eu usando os Três Irmãos em seu chapéu, c. 1605

Quando a partida espanhola não se concretizou e Jaime morreu em março de 1625, o recém-coroado Carlos I casou-se com a princesa francesa Henrietta Maria. Carlos brigou continuamente com o Parlamento da Inglaterra durante seu reinado; um ponto de discórdia era o 'direito divino dos reis', que o levou a considerar as joias da coroa como seus bens pessoais. Carlos estava atormentado por problemas financeiros e já havia penhorado os irmãos nos Países Baixos em 1626, resgatando-os apenas em 1639. Quando a monarquia enfrentou a falência em meados de 1640, Charles enviou Henrietta ao continente para vender o que pudesse das joias da coroa. A rainha chegou a Haia em 11 de março de 1642, apesar dos protestos do Parlamento de que ela havia levado com seu "tesouro, em joias, pratos e dinheiro pronto" que provavelmente "empobreceria o estado" e seria usado para fomentar a agitação na Grã-Bretanha. No entanto, Henrietta descobriu que os potenciais compradores hesitavam em tocar em peças importantes como os Três Irmãos, escrevendo ao marido: "O dinheiro não está pronto, pois em suas joias, eles não emprestarão nada. Sou forçado a prometer todos os meus pequeninos ". Em junho, Sir Walter Erle relatou ao Parlamento que os Irmãos ainda não haviam sido vendidos.
É no final da viagem de Henrietta em 1643 que o rastro da joia começou a desaparecer. Não há registro de que ela vendeu ou penhorou o pingente na Holanda, e é provável que os Irmãos tenham voltado com ela para a Inglaterra. Enquanto o país mergulhava na Primeira Guerra Civil Inglesa entre Carlos e o Parlamento, Henrietta fugiu para Paris em 1644, onde novamente tentou imediatamente levantar fundos. Mais uma vez, o mercado local mostrou pouco interesse, mas no início de 1645 ela conseguiu vender uma peça de joalheria sem nome pelo preço comparativamente baixo de 104.000 florins. A peça foi descrita como um "diamante piramidal, 3 rubis balas, 4 pérolas com a adição de um diamante lapidado à mesa de 30 quilates e dois diamantes pontiagudos", o que se aproxima da descrição original dos Três Irmãos se tivesse sido alterado adicionando diamantes menores. No entanto, não há nenhuma prova definitiva de que este era o mesmo item. Uma carta contemporânea à secretária de Henrietta identifica dois joalheiros e negociantes de pedras preciosas de Haia, Thomas Cletcher e Joachim de Wicquefort, como possíveis intermediários ou compradores da joia sem nome. Cletcher, que mais tarde se tornaria joalheiro da corte de Frederico Henrique, Príncipe de Orange, já havia estado envolvido na penhora do Espelho da Grã-Bretanha em 1625 e, portanto, era familiar de Charles e Henrietta.
O destino dos Irmãos depois de 1645 é desconhecido. Foi sugerido que a joia foi quebrada ou comprada pelo ministro-chefe francês, o cardeal Mazarin, um renomado colecionador de joias a quem Henrietta Maria devia profundamente. Também houve especulações de que o pingente foi modificado, criando uma joia chamada Três Irmãs no processo. As irmãs foram oferecidas ao príncipe Frederico Henry na época da venda de Henrietta em 1645. No entanto, além da semelhança possivelmente coincidente na nomenclatura, não há evidências concretas que sugiram que os irmãos se tornaram as irmãs. Não houve nenhum avistamento confirmado da joia desde então.

## Na literatura
Tobias Hill publicou o romance The Love of Stones em 2001, que traça a vida de várias pessoas reais e fictícias que entram em contato com os Três Irmãos.